# South Bend (Indiana)
South Bend è una città degli Stati Uniti d'America, capoluogo della Contea di St. Joseph nello Stato dell'Indiana.
Si estende su una superficie di 101,3 km² e nel 2020 contava 103 453 abitanti.
Sede dell'Università di Notre Dame e della Basilica del Sacro Cuore, è stata anche sede della casa automobilistica Studebaker.
Il suo sindaco dal 2012 al 2020, Pete Buttigieg, è divenuto noto alle cronache nazionali come candidato alle primarie democratiche per le elezioni presidenziali del 2020.